# Bene Meat Technologies
Bene Meat Technologies — чеський біотехнологічний стартап, зосереджений на дослідженні та розробці технології виробництва культивованого м'яса в промислових масштабах. Співпрацює з науковими установами та компаніями в Чехії та за кордоном.
Метою компанії є розробка технології виробництва культивованого м'яса шляхом розмноження тваринних клітин без використання фетальної бичачої сироватки (недешевий метод сумнівної етичності), в ідеалі з факторами росту власного виробництва. BMT стверджує, що їх кінцева технологія дозволить операторам виробляти та пропонувати продукт за цінами, доступними для споживачів.
BMT є першою компанією, зареєстрованою в Європейському Реєстрі Кормових Матеріалів, для виробництва та продажу культивованого м'яса у якості корму для домашніх тварин.